# Phases and Stages
Phases and Stages är ett musikalbum av Willie Nelson som lanserades 1974 på Atlantic Records. Albumet är ett konceptalbum och handlar om en skilsmässa. På den första skivsidan finns låtar där kvinnans syn på saken tas upp, och på den andra skivsidan handlar låtarna om mannens synvinkel. "Bloody Mary Morning" blev den framgångsrikaste singeln från albumet. Albumet blev en marginellt större framgång än Nelsons föregående album Shotgun Willie då det till skillnad från det albumet gick upp på Billboard 200-listan, även om albumet inte nådde särskilt hög placering. Atlantic Records lade ner sin countryavdelning i september 1974 och Nelson flyttade då till CBS Records där han kom att bli kvar under många år.

## Låtlista
1. "Phases and Stages (Theme)/Washing the Dishes" - 1:42
2. "Phases and Stages (Theme)/Walkin' " - 4:06
3. "Pretend I Never Happened" - 3:00
4. "Sister's Coming Home/Down at the Corner Beer Joint" - 3:46
5. "(How Will I Know) I'm Falling in Love Again" - 3:27
6. "Bloody Mary Morning" - 2:48
7. "Phases and Stages (Theme)/No Love Around" - 2:24
8. "I Still Can't Believe You're Gone" - 4:15
9. "It's Not Supposed to Be That Way" - 3:27
10. "Heaven and Hell" - 1:52
11. "Phases and Stages (Theme)/Pick Up the Tempo/Phases and Stages (Theme)" - 3:26

## Listplaceringar
- Billboard 200, USA: #187[1]
- Billboard Country Albums: #34